# کولونگا اینوالیزکا
کولونگا اینوالیزکا (به لهستانی:  Kolonia Inwalidzka) یک منطقهٔ مسکونی در لهستان است که در گمینا کونوو واقع شده‌است.
 کولونگا اینوالیزکا  ۳۵۴ نفر جمعیت دارد.